# دو تپانچه مگنوم ۳۸ برای شهری از اشرار
دو تپانچه مگنوم ۳۸ برای شهری از اشرار (ایتالیایی: Due Magnum 38 per una città di carogne) یک فیلم اکشن جنایی با داستان کارآگاهی است که در سال ۱۹۷۵ منتشر شد.

## بازیگران
- لوئیجی پیستیلی
- ایلوش خوشابه
- گوردون میچل
- گوییدو لئونتینی
- ارنا شورر

## صداپیشگان
- پینو کولیتسی
- ویتوریا فبی
- سرجو فیورنتینی
- آنتونیو گوئیدی